# Jack Benny
Jack Benny (nome de batismo: Benjamin Kubelsky; Chicago, 14 de fevereiro de 1894 — Beverly Hills, 26 de dezembro de 1974) foi um comediante, ator de vaudeville, rádio, televisão e cinema norte-americano.

## Carreira
Considerado mundialmente um dos principais artistas americanos do século XX, Benny desempenhou o papel do avarento mesquinho, vulgar e cômico por toda a vida, insistindo em passar quase quarenta anos em atividade apesar da idade e da saúde comprometida ja na velhice. Era também um grande praticante do violino, algo que se tornou sua marca registrada, tocando-o sempre mal.
Benny era conhecido pelo seu timing de comédia e sua habilidade em fazer o público rir, fosse com uma simples pausa na fala ou uma expressão comum do rosto, assim como sua expressão-assinatura de exaperação "Well!". Seus programas de rádio e de televisão, de grande popularidade em seu país dos anos 30 à década de 60, foram uma grande influência para o gênero da comédia conhecida como sitcom.
Seu programa de rádio, The Jack Benny Program, levado ao ar semanalmente pela NBC entre 1932 e 1948 e pela CBS entre 1949 e 1955, foi sempre um dos líderes de audiência no país por décadas e o tornaram uma das mais conhecidas e influentes personalidades do mundo do entretenimento nos Estados Unidos.